# NGC 4917
NGC 4917 ist eine 13,9 mag helle Balken-Spiralgalaxie mit aktivem Galaxienkern vom Hubble-Typ SBb im Sternbild Jagdhunde am Nordsternhimmel. Sie ist schätzungsweise 333 Millionen Lichtjahre von der Milchstraße entfernt und hat einen Durchmesser von etwa 145.000 Lichtjahren. 

Im selben Himmelsareal befindet sich u. a. die Galaxie NGC 4901. 
Das Objekt wurde am  20. März 1828 von John Herschel entdeckt.